# Канталупо (Комо)
Канталупо је насеље у Италији у округу Комо, региону Ломбардија.
Према процени из 2011. у насељу је живело 10 становника. Насеље се налази на надморској висини од 400 м.